# 李福春
李福春（1964年4月1日—），吉林九台人。1996年3月加入中国共产党。吉林工业大学管理科学与工程专业毕业，研究生学历，管理学硕士学位。
历任中国第一汽车集团公司科长、处长助理、处长、公司发展部部长，吉林省经济贸易委员会副主任、省发展和改革委员会副主任，长春市副市长，省发展和改革委员会主任等职。2011年5月，任吉林省人民政府秘书长。2014年4月李福春任省政府办公厅主任（兼）。2015年12月，任东北证券党委书记。